# 天主教蒙克頓總教區

天主教蒙克頓總教區（拉丁語：Archidioecesis Monctonensis）是加拿大一個教省總教區，是該國十八個總教區之一。位於紐賓士域。下轄巴瑟斯特、埃德門茨頓和聖約翰三個教區。2004年教友有108,000人、48個堂區、70名司鐸。現任總主教為瓦勒里·維耶內奧。
1936年2月22日升為總教區。